# Sydney van Hooijdonk
Sydney van Hooijdonk (Breda, 6 febbraio 2000) è un calciatore olandese, attaccante del NAC Breda.

## Biografia
È figlio di Pierre van Hooijdonk, ex attaccante del Feyenoord e della nazionale olandese.

## Carriera

### Club

#### Giovanili e NAC Breda
Cresciuto nel settore giovanile del VV Beek Vooruit, nel 2017 viene acquistato dal NAC Breda che lo aggrega alla seconda squadra.
Le buone prestazioni fornite con la squadra U19 a inizio stagione (5 reti segnate nelle prime 6 giornate), gli valgono le prime convocazioni con la prima squadra. Esordisce in Eredivisie con il NAC Breda il 5 ottobre 2018 durante l'incontro perso 2-1 contro l'Utrecht. Dopo la retrocessione, in Eerste Divisie colleziona 25 presenze e 6 gol nel 2019/2020 e la stagione seguente con la tripletta segnata il 2 ottobre 2020 contro lo Jong Ajax migliora il suo score personale terminando poi l’annata con 15 gol segnati in 28 partite, compresa la finale play-off persa contro il N.E.C.

#### Bologna e prestiti
Il 3 luglio 2021 passa a titolo definitivo dal Nac Breda al Bologna, con cui firma un contratto quadriennale da 400.000 euro a stagione. L'esordio con i felsinei avviene il 16 agosto, nella partita di Coppa Italia contro la Ternana (4-5), rilevando nei minuti finali Marko Arnautović, mentre sei giorni dopo esordisce anche in serie A, rilevando sempre l'attaccante austriaco nei minuti finali della partita vinta contro la Salernitana.
Dopo avere trovato poco spazio con i felsinei, il 25 gennaio 2022 viene ceduto in prestito all'Heerenveen. Dopo aver messo insieme 15 presenze e 7 gol nel girone di ritorno dell’Eredivisie, il 25 luglio viene rinnovato il prestito per un’altra stagione. Il 20 agosto alla terza giornata segna una tripletta nella vittoria esterna per 0-4 contro il Vitesse. In questa stagione mette insieme complessivamente 39 presenze e 19 reti.
Nel luglio del 2023, dopo la fine del prestito, torna al Bologna. Il 31 ottobre 2023, segna il suo primo gol con i felsinei nel successo per 2-0 contro il Verona in Coppa Italia.
Il 1º febbraio 2024 viene ceduto al Norwich City, nella Championship inglese, in prestito con diritto di riscatto, ma non mette a segno alcun gol in 12 presenze.

#### Cesena e ritorno al NAC Breda
Il 9 agosto 2024 viene ceduto a titolo definitivo al Cesena, in Serie B, con cui firma un contratto biennale. In 15 presenze non segna alcuna rete e così il 9 gennaio 2025 fa ritorno al NAC Breda.

## Statistiche

### Presenze e reti nei club
Statistiche aggiornate al 17 maggio 2025.
| Stagione          | Squadra           | Campionato        | Campionato | Campionato | Coppe nazionali | Coppe nazionali | Coppe nazionali | Coppe continentali | Coppe continentali | Coppe continentali | Altre coppe | Altre coppe | Altre coppe | Totale | Totale | Totale |
| Stagione          | Squadra           | Comp              | Pres       | Reti       | Comp            | Pres            | Reti            | Comp               | Pres               | Reti               | Comp        | Pres        | Reti        | Pres   | Reti   |        |
| ----------------- | ----------------- | ----------------- | ---------- | ---------- | --------------- | --------------- | --------------- | ------------------ | ------------------ | ------------------ | ----------- | ----------- | ----------- | ------ | ------ | ------ |
| 2018-2019         | NAC Breda         | ED                | 12         | 0          | CO              | 0               | 0               |                    | -                  | -                  |             | -           | -           | 12     | 0      |        |
| 2019-2020         | NAC Breda         | EED               | 25         | 6          | CO              | 2               | 1               |                    | -                  | -                  |             | -           | -           | 27     | 7      |        |
| 2020-2021         | NAC Breda         | EED               | 31         | 16         | CO              | 0               | 0               |                    | -                  | -                  |             | -           | -           | 31     | 16     |        |
| 2021-gen. 2022    | Bologna           | A                 | 4          | 0          | CI              | 1               | 0               |                    | -                  | -                  |             | -           | -           | 5      | 0      |        |
| gen.-giu. 2022    | Heerenveen        | ED                | 15         | 7          | CO              | 0               | 0               |                    | -                  | -                  |             | -           | -           | 15     | 7      |        |
| 2022-2023         | Heerenveen        | ED                | 35         | 16         | CO              | 4               | 3               |                    | -                  | -                  |             | -           | -           | 39     | 19     |        |
| Totale Heerenveen | Totale Heerenveen | Totale Heerenveen | 50         | 23         |                 | 4               | 3               |                    | -                  | -                  |             | -           | -           | 54     | 26     |        |
| 2023-gen. 2024    | Bologna           | A                 | 9          | 0          | CI              | 2               | 1               | -                  | -                  | -                  | -           | -           | -           | 11     | 1      |        |
| Totale Bologna    | Totale Bologna    | Totale Bologna    | 13         | 0          |                 | 3               | 1               |                    | -                  | -                  |             | -           | -           | 16     | 1      |        |
| gen.-giu. 2024    | Norwich City      | FLC               | 12         | 0          | FACup+CdL       | -               | -               | -                  | -                  | -                  | -           | -           | -           | 12     | 0      |        |
| 2024-gen. 2025    | Cesena            | B                 | 13         | 0          | CI              | 2               | 0               | -                  | -                  | -                  | -           | -           | -           | 15     | 0      |        |
| gen.-giu. 2025    | NAC Breda         | ED                | 17         | 1          | CO              | 0               | 0               | -                  | -                  | -                  | -           | -           | -           | 17     | 1      |        |
| Totale NAC Breda  | Totale NAC Breda  | Totale NAC Breda  | 85         | 23         |                 | 2               | 1               |                    | -                  | -                  |             | -           | -           | 87     | 24     |        |
| Totale carriera   | Totale carriera   | Totale carriera   | 173        | 46         |                 | 11              | 5               |                    | -                  | -                  |             | -           | -           | 184    | 51     |        |

### Cronologia presenze e reti in nazionale
| Cronologia completa delle presenze e delle reti in nazionale ― Paesi Bassi under 21 | Cronologia completa delle presenze e delle reti in nazionale ― Paesi Bassi under 21 | Cronologia completa delle presenze e delle reti in nazionale ― Paesi Bassi under 21 | Cronologia completa delle presenze e delle reti in nazionale ― Paesi Bassi under 21 | Cronologia completa delle presenze e delle reti in nazionale ― Paesi Bassi under 21 | Cronologia completa delle presenze e delle reti in nazionale ― Paesi Bassi under 21 | Cronologia completa delle presenze e delle reti in nazionale ― Paesi Bassi under 21 | Cronologia completa delle presenze e delle reti in nazionale ― Paesi Bassi under 21 |
| Data                                                                                | Città                                                                               | In casa                                                                             | Risultato                                                                           | Ospiti                                                                              | Competizione                                                                        | Reti                                                                                | Note                                                                                |
| ----------------------------------------------------------------------------------- | ----------------------------------------------------------------------------------- | ----------------------------------------------------------------------------------- | ----------------------------------------------------------------------------------- | ----------------------------------------------------------------------------------- | ----------------------------------------------------------------------------------- | ----------------------------------------------------------------------------------- | ----------------------------------------------------------------------------------- |
| 25-3-2023                                                                           | Murcia                                                                              | Norvegia under 21                                                                   | 0 – 3                                                                               | Paesi Bassi under 21                                                                | Amichevole                                                                          | -                                                                                   | 46’                                                                                 |
| 27-3-2023                                                                           | Murcia                                                                              | Rep. Ceca under 21                                                                  | 1 – 1                                                                               | Paesi Bassi under 21                                                                | Amichevole                                                                          | -                                                                                   | 54’                                                                                 |
| Totale                                                                              |                                                                                     | Presenze                                                                            | 2                                                                                   |                                                                                     | Reti                                                                                | 0                                                                                   |                                                                                     |